# علي شحاتة
علي شحاتة
لاعب كرة قدم مصرى كان يلعب في مركز قلب الدفاع ومن أفضل من لعب في هذا المركز في تاريخ كرة القدم المصرية لعب في المقاولون العرب والمنتخب المصري في مركز قلب الدفاع.

## انجازات

### المنتخب الوطني
- بطل بطولة الأمم الأفريقية سنة 1986.

### المقاولون العرب
- الدوري المصري عام /1983.
- كاس ابطال الكؤوس الافريقية عام 1983.

## روابط خارجية
- علي شحاتة على موقع قاعدة بيانات كرة القدم.إي يو (الإنجليزية)
- علي شحاتة على موقع ناشيونال فوتبول تيمز (الإنجليزية)
- علي شحاتة على موقع عالم كرة القدم.نت (الإنجليزية)